# Casa dell'Obelisco

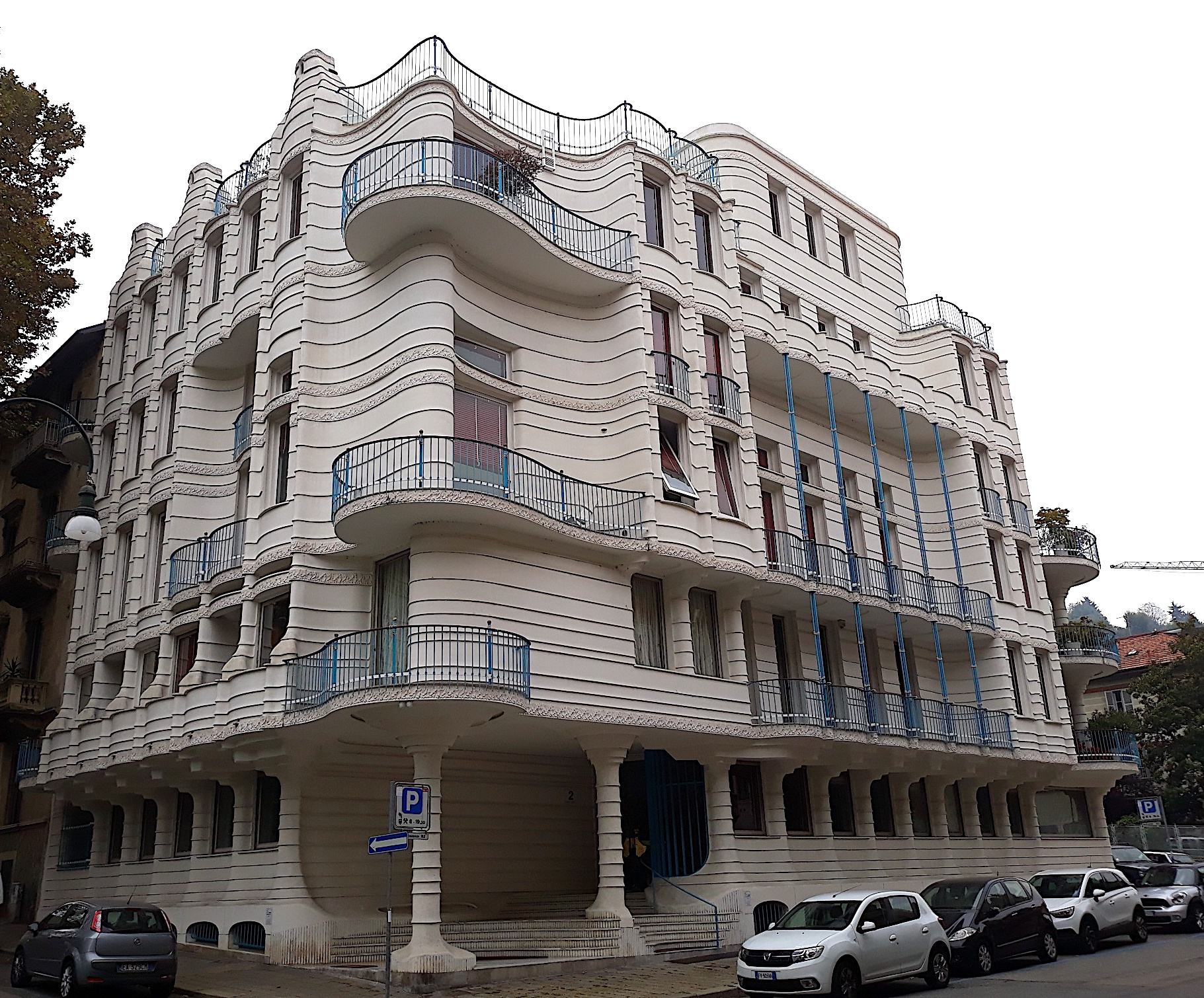
Veduta

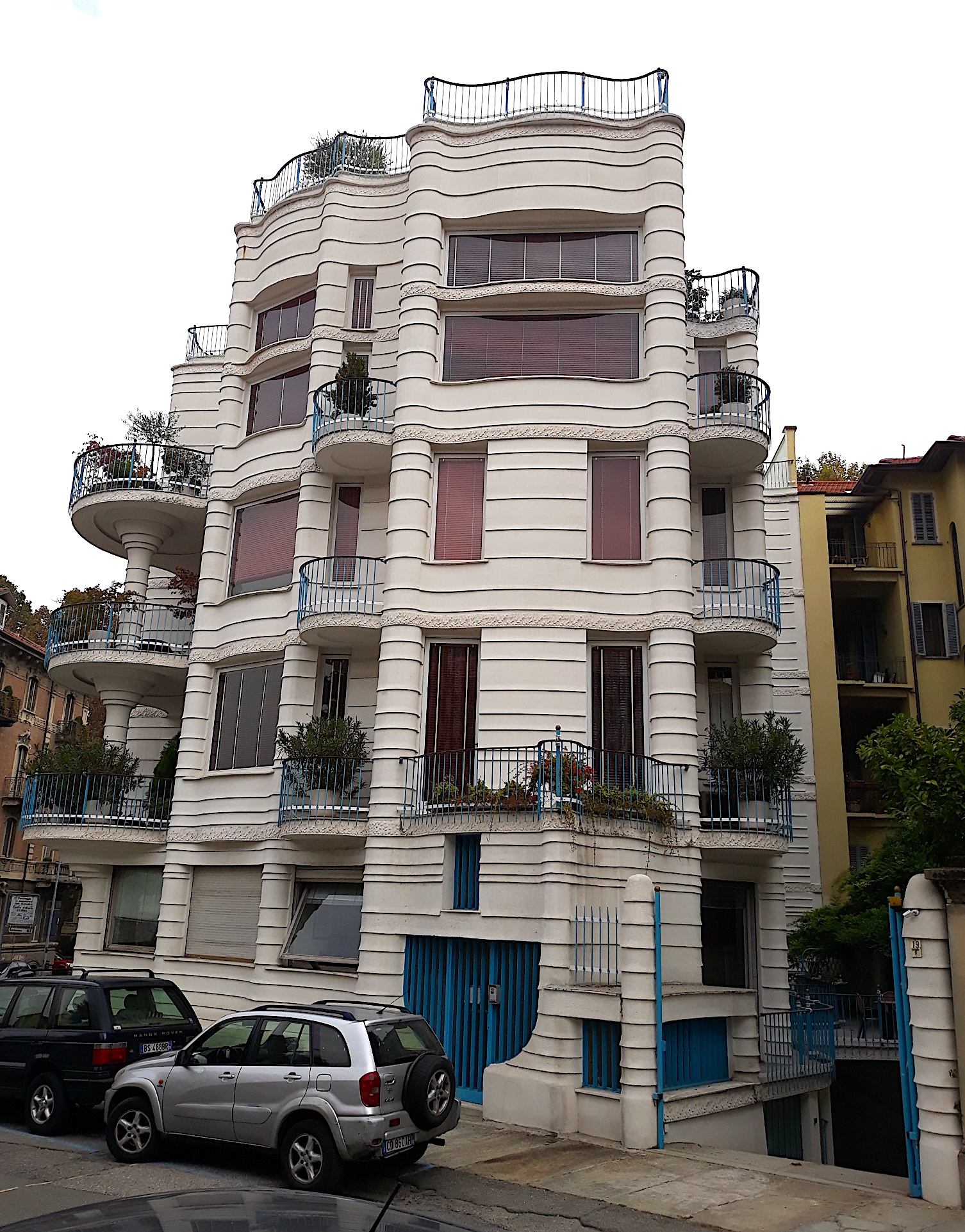
Facciata laterale

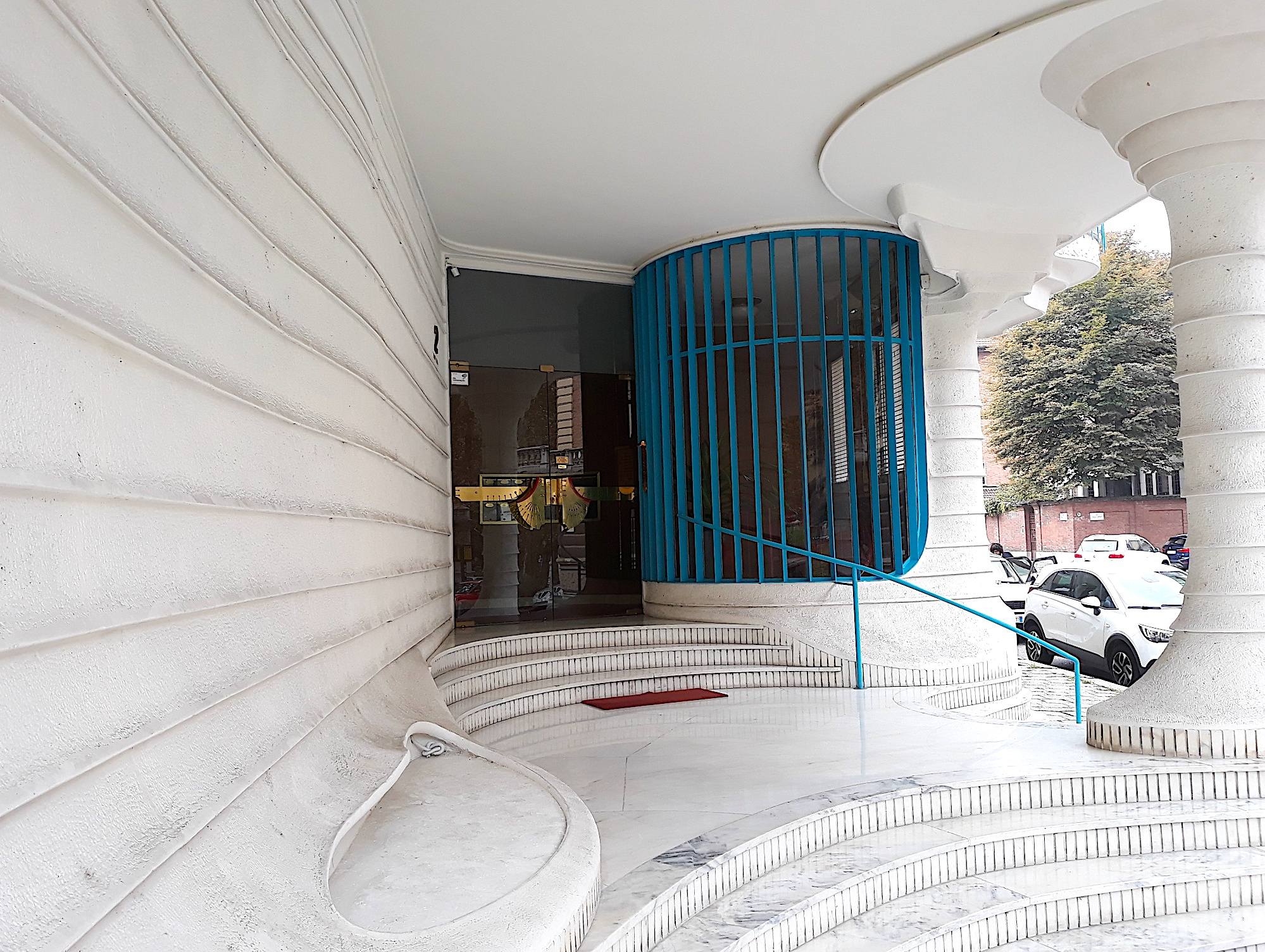
Ingresso

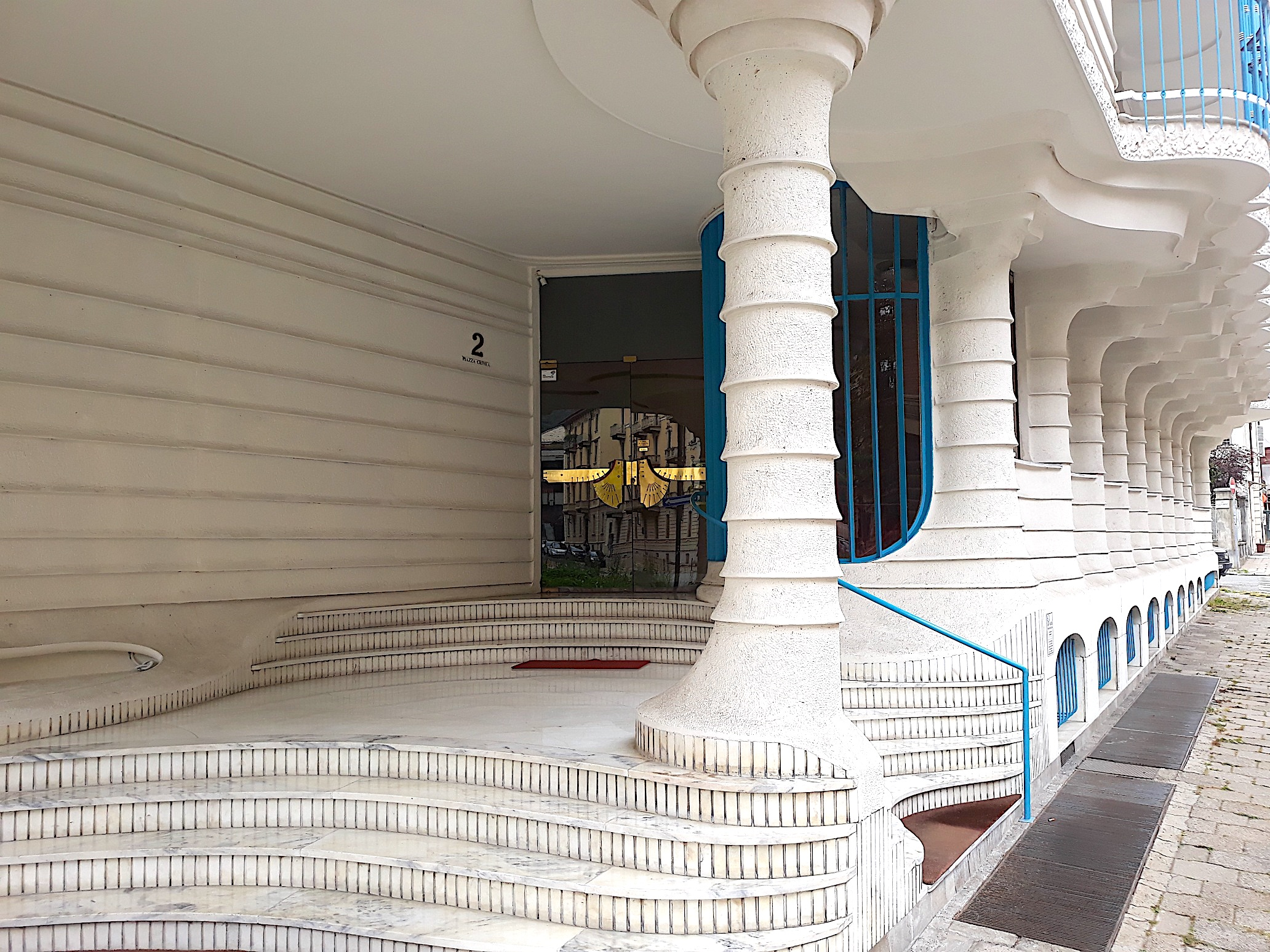
Ingresso

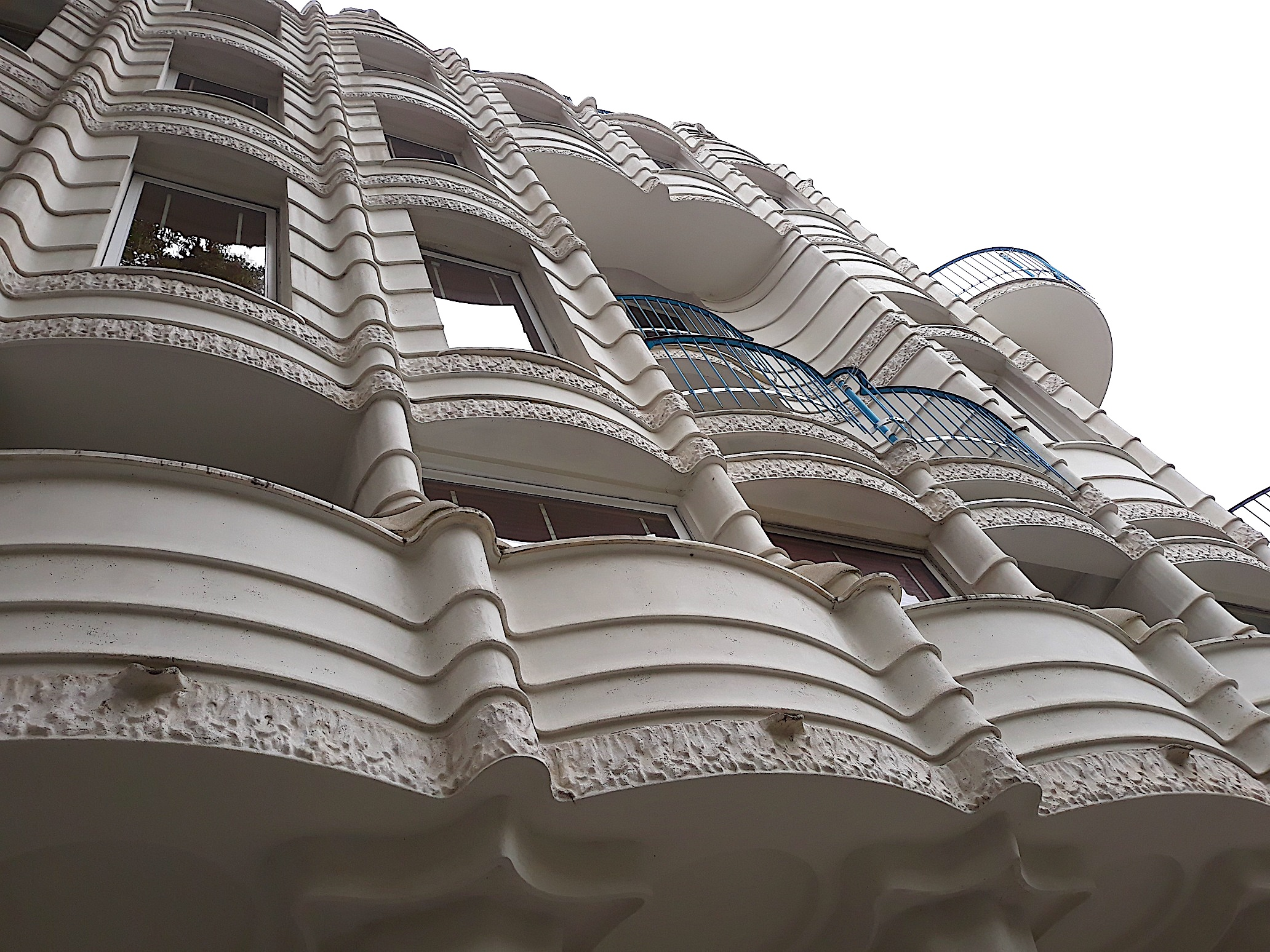
Panoramica

La Casa dell'Obelisco è un edificio residenziale di Torino, ubicato nell'area residenziale Borgo Po, all'interno del quartiere ottocentesco di Borgo Crimea che prende nome dalla piazza omonima dove sorge l'obelisco dedicato alla storica partecipazione del regno di Sardegna alla guerra di Crimea (1855).

## Storia
Negli anni cinquanta del Novecento l'architettura visse una sorta di reinterpretazione del liberty, e a Torino alcuni eminenti architetti piemontesi dell'epoca tra cui Roberto Gabetti, Aimaro Isola, Sergio Jaretti ed Elio Luzi diedero seguito a questa corrente; per la loro rilettura degli stilemi floreali e strutturali, indussero il critico Paolo Portoghesi a definire tale fenomeno neoliberty, che vide la realizzazione di alcune significative opere.
Insieme alla Torre BBPR, dell'omonimo studio milanese, la Casa dell'Obelisco è un edificio che ha costituito una sorta di provocazione rispetto al contesto architettonico torinese dell'epoca, con un notevole ritorno in termini di immagine per gli autori del progetto e altresì per l'Impresa Edile Manolino, la ditta costruttrice che lo commissionò e lo realizzò tra il 1954 e il 1959.
Nel 1971 l'edificio fu scelto da Dario Argento come luogo delle riprese del suo film Il gatto a nove code.

## Descrizione
Progettata da Sergio Jaretti Sodano ed Elio Luzi nel 1954, la Casa dell'Obelisco aderisce perfettamente a quella corrente di architettura neoliberty, che si era manifestata a Torino ed emergono con raffinata ironia colti riferimenti stilistici che conducono fino a una rivisitazione dei materiali da costruzione, riproponendo il largo impiego del litocemento per i vari elementi decorativi che caratterizzano tutti i sinuosi prospetti dell'edificio.
L'edificio residenziale è caratterizzato dai prospetti curvilinei delle facciate, marcatamente scanditi da rilievi orizzontali sovrapposti e nell'insieme si impone nell'ottocentesco contesto architettonico circostante con una sua particolare armonia delle forme che richiama le morfologie moderniste di Gaudì, ma anche con qualche citazione riconducibile a Frank Lloyd Wright, in particolare i pilotis del Johnson Wax Building del 1936-39.
Nonostante le notevoli sinuosità dei prospetti esterni, l'edificio si basa su una planimetria variegata ma assai regolare, sviluppata su cinque piani fuori terra e da tre unità abitative ciascuno, alcuni su due livelli, ma con le pareti interne assolutamente rettilinee.
Nel 2017 l'edificio ha subito un restauro conservativo di tutte le facciate e che ha riguardato anche la sostituzione di tutti i serramenti esterni.